# グラハム・ナッシュ=デイヴィッド・クロスビー
『グラハム・ナッシュ=デイヴィッド・クロスビー』（国内盤レコードの邦題に準拠、Graham Nash David Crosby）は音楽デュオ、クロスビー&ナッシュのファースト・アルバムで、1972年にアトランティック・レコードからリリースされた。ビルボード200アルバムチャートで最高4位を記録し、アルバムからのシングル「Immigration Man」は1972年6月17日と24日にビルボードホット100で最高36位を記録した。RIAAからゴールド認定を受け、「To Miss Mitchell」としてジョニ・ミッチェルに捧げられた。

## ヒストリー
1970年夏のクロスビー・スティルス・ナッシュ＆ヤングの解散後、4人のメンバーはその後12ヶ月間にソロ・アルバムをリリースする。ニール・ヤングとスティーヴン・スティルスは、この10年の初期を通じてインディーズ・バンドのプロジェクトを追求し、ヤングはクレイジー・ホースとストレイ・ゲイターズ、スティルスはマナサスを結成した。クロスビーとナッシュがそれぞれ手がけた『イフ・アイ・クッド・オンリー・リメンバー・マイ・ネーム』と『ソング・フォー・ビギナーズ』は市場で好評を博し、1971年の秋には、スティルスとヤングの参加は叶わなかったが、2人で一連のコンサートに乗り出した。しかし、9月30日のニューヨークのカーネギー・ホールでの公演にはスティルスが参加した。「Blacknotes」は、スティルスがセカンド・セットのステージに立つ直前にライヴ・レコーディングされた。このコンサートからの他の2つのライブ録音「The Lee Shore」と「Traction in Rain」は、2006年にクロスビーの『Voyage Box Set』に収録してリリースされた。4人のメンバー全員が10月3日にボストン・ミュージック・ホールで再結成し、翌日の夜、カーネギーホールで再度演奏した。このツアーの成功により、クロスビーとナッシュはツアー中に試した新曲をレコーディング・スタジオに持ち込むことになった。

## 構成
このアルバムのセッションには、著名なゲストであるデイヴ・メイスンやグレイトフル・デッドのメンバー、ジェリー・ガルシア、フィル・レッシュ、ビル・クロイツマンがバックを務めた。ほとんどの音楽的サポートは、1970年代にウェスト・コーストで活躍したセッション・ミュージシャンのカルテット、ザ・セクションが担当した。クレイグ・ダーギー、ダニー・コーチマー、リーランド・スカラー、ラス・カンケルからなる彼らは、ジェイムス・テイラー、キャロル・キング、ジャクソン・ブラウンのアルバムを筆頭に、数多くのアルバムに参加した。また、クロスビー＆ナッシュとは、この10年の間、スタジオでもツアーでも活動を続けた。
収録曲は、CSN&Yで見られた二人の特徴をよく表していた。ナッシュはこのアルバムのヒット曲を含むタイトなポップ・ソングを書き、またクロスビーはモーダルな曲や内省的な曲を、デュオのいつものヴォーカル・ハーモニーの中で探求した。クロスビーとナッシュがABCレコードとユニットとしてのアルバム契約を結ぶのは、1974年夏のツアー後にCSNYが2度目の解散をした後のことだった。このアルバムのリリース後、デュオは1973年にデヴィッド・リンドレーと後にイーグルスのギタリストとなるドン・フェルダーを含むバックバンドを従えてツアーを行った。
このアルバムは1998年にアトランティック・オリジナル・サウンド・シリーズの一部としてコンパクトディスク用にリマスターされた： アトランティック・レコードの50周年を記念してヨーロッパでリイシューされた50タイトル。現在では廃盤となっており、アメリカでの再発盤は1980年代の第一世代デジタル・リマスターを使用している。

## トラックリスト

### Side one
| #  | タイトル             | 作詞・作曲   | 時間 |
| -- | -------------------- | ------------ | ---- |
| 1. | 「Southbound Train」 | Graham Nash  | 3:54 |
| 2. | 「Whole Cloth」      | David Crosby | 4:35 |
| 3. | 「Blacknotes」       | Nash         | 0:58 |
| 4. | 「Stranger's Room」  | Nash         | 2:28 |
| 5. | 「Where Will I Be?」 | Crosby       | 3:23 |
| 6. | 「Page 43」          | Crosby       | 2:56 |

### Side two
| #  | タイトル                  | 作詞・作曲 | 時間 |
| -- | ------------------------- | ---------- | ---- |
| 1. | 「Frozen Smiles」         | Nash       | 2:17 |
| 2. | 「Games」                 | Crosby     | 4:02 |
| 3. | 「Girl to Be on My Mind」 | Nash       | 3:27 |
| 4. | 「The Wall Song」         | Crosby     | 4:37 |
| 5. | 「Immigration Man」       | Nash       | 3:02 |

## 参加メンバー
クロスビー&ナッシュ
- デヴィッド・クロスビー - ヴォーカル（「Blacknotes 」を除く全曲）、エレクトリック・ギター（「Whole Cloth」、「Page 43」、「Frozen Smiles」、「Girl to Be On My Mind」、「The Wall Song」、「Immigration Man」）、ギター（「Southbound Train」、「Where Will I Be?」、「Games」）
- グラハム・ナッシュ - ヴォーカル、アコースティック・ピアノ（「Whole Cloth」、「Blacknotes」、「Stranger's Room」、「Frozen Smiles」、「The Wall Song」、「Immigration Man」）、ハモンド・オルガン（「Girl to Be on My Mind」、「The Wall Song」）、ハーモニカ（「Southbound Train」、「Stranger's Room」、「Frozen Smiles」）、ギター（「Southbound Train」）

### 参加ミュージシャン
- ダニー・コーチマー - 「Whole Cloth」、「Stranger's Room」、「Page 43」、「Frozen Smiles」、「Games」、「Girl to Be on My Mind 」のエレキギター
- ジェリー・ガルシア - 「Southbound Train 」のペダル・スティール・ギター、「The Wall Song 」のエレキ・ギター
- デイヴ・メイスン - 「Immigration Man 」のエレクトリック・ギター
- クレイグ・ダーギー - エレクトリック・ピアノ（「Whole Cloth」、「Where Will I Be?」、「Frozen Smiles」）、アコースティック・ピアノ（「Page 43」、「Games」、「Girl to Be On My Mind」）、ハモンド・オルガン（"Stranger's Room」
- リーランド・スカラー - ベース（「Whole Cloth」、「Stranger's Room」、「Where Will I Be?」、「Page 43」、「Frozen Smiles」、「Games」、「Girl to Be On My Mind」)
- クリス・エスリッジ - 「Southbound Train」のベース
- フィル・レッシュ - ベース、「The Wall Song」 に参加
- グレッグ・リーヴス - 「Immigration Man」のベース
- ラス・カンケル - ドラム：「Whole Cloth」、「Stranger's Room」、「Page 43」、「Frozen Smiles」、「Games」、「Girl to Be On My Mind」
- ジョン・バルバタ - ドラム（「Southbound Train」、「Immigration Man」)
- ビル・クロイツマン - ドラムス on "The Wall Song」
- デヴィッド・デューク、アーサー・メイベ、ジョージ・プライス - フレンチ・ホルン（「Stranger's Room」に参加
- ダナ・アフリカ - フルート（「Where Will I Be?」)

### プロダクション
- クロスビー＆ナッシュ, ビル・ハルヴァーソン - プロデューサー
- ビル・ハルヴァーソン, ドク・ストーチ - エンジニア
- ジーン・リストリ - デジタル・マスタリング
- ロバート・ハマー - 撮影
- デヴィッド・ゲフィン、エリオット・ロバーツ - ディレクション